# Pseudocercospora bonjeaniae
Pseudocercospora bonjeaniae är en svampart som först beskrevs av René Charles Maire, och fick sitt nu gällande namn av U. Braun & Crous 2003. Pseudocercospora bonjeaniae ingår i släktet Pseudocercospora och familjen Mycosphaerellaceae.   Inga underarter finns listade i Catalogue of Life.